# Grotte du Roi Cintolo
La grotte Edu Roi Cintolo est une grotte naturelle et un site archéologique située dans la commune de Mondoñedo (province de Lugo en Espagne),.
C'est la plus grande grotte calcaire de Galice dans laquelle se trouve des spéléothèmes (stalactites et stalagmites). Elle est formée de trois étages de galeries, l'inférieur avec un canal d'eau à circulation partiellement siphonnante, qui forment un total de près de 7 500 m de longueur, ce qui en fait la grotte connue avec le parcours horizontal le plus long de Galice.

## Historique
La grotte a été explorée pour la première fois, d'un point de vue archéologique, par José Villaamil y Castro (es) dans les années 1870 , ce qu'il a consigné dans son livre Antigüedades prehistóricas y celticas de Galicia. En 1893, une autre exploration est mentionnée dans le journal La Voz de Luarca et un an plus tard, elle apparaît citée dans le guide de Gabriel Puig y Larraz (es) intitulé Guía de cavernas de España . À cette époque, la taille de la grotte était estimée à environ 200 m.
En 1954, à l'initiative du Club des Alpinistes Celtes de Vigo, un camp a été installé pour l'exploration et la topographie de la grotte. De nouvelles zones sont découvertes dans la cavité, ainsi que la rivière souterraine, qu'ils ont appelée rió Celtas. Plus tard, différents groupes spéléologiques de toute l'Espagne ont complété les travaux de recherche et de topographie. À la fin des années 1960, des tentatives ont commencé pour obtenir une topographie générale de la grotte, en même temps que la galerie de Vénus a été découverte à droite de la salle de la Rivière (également connue sous le nom de salles de la Rivière Finale).

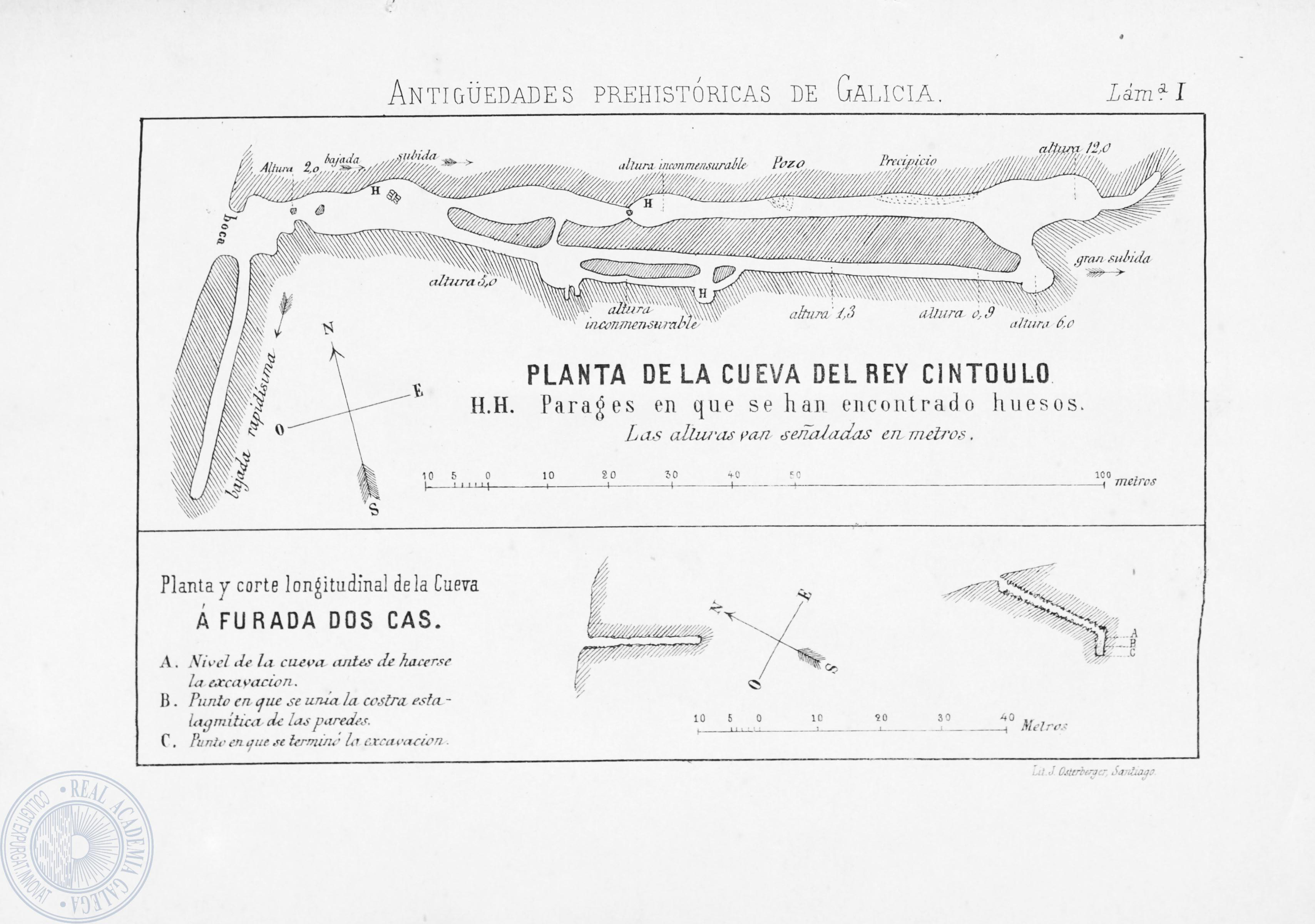
Plan de la cueva del Rey Cintolo

En 1973, la grotte est devenue célèbre grâce à un documentaire de TVE, qui était le premier tournage de la grotte. À partir de ce moment, la grotte a commencé à être visitée par un grand nombre de personnes, ce qui a provoqué une détérioration à l'intérieur. En 1976, il a été décidé de placer un treillis, en raison du pillage que subissait la grotte, qui menaçait la destruction de la cavité.
Lors des fouilles menées à l'été 2002 par l'archéologue Rosa Villar, des matériaux de l'âge du fer, de la culture des castros (céramiques et os de vache, de porc et de cerf) ont été trouvés à son entrée. En 2006, la municipalité de Mondoñedo a lancé un système de visites guidées de la grotte, mettant fin à une période de fermeture qui semblait définitive.